# 黒木なほ
黒木 なほ（くろき なほ、1985年6月6日 - ）は、日本のAV女優。

## 略歴
- 2006年4月に『Naho the 1st.』でアリスJAPAN専属女優としてAVデビュー。
- 2007年4月に『セル初×ギリギリモザイク ギリギリモザイク』でエスワンに移籍しセルデビュー。

## 作品

### アダルトビデオ
2006年
- Naho the 1st.　黒木なほ（4月21日、アリスJAPAN）
- ピュアえっち 黒木なほ（5月26日、アリスJAPAN）
- 制服人形（コスプレドール） 黒木なほ（6月23日、アリスJAPAN）
- 私に挿乳して下さい。 黒木なほ（7月21日、アリスJAPAN）
- 猥褻モデル 黒木なほ（8月18日、アリスJAPAN）
- 逆ソープ天国 黒木なほ（9月22日、アリスJAPAN）
- 女尻 黒木なほ（10月23日、アリスJAPAN）
- クリクリック 黒木なほ（11月24日、アリスJAPAN）
- ウエイトレスにも挿乳して下さい。 黒木なほ（12月22日、アリスJAPAN）

2007年
- 黒木なほの「ザ・えっち」 ちょっと、ちょっとちょっと!（1月26日、アリスJAPAN）
- 黒木なほの「ザ・えっち」 なんで、なんでなんで!（2月16日、アリスJAPAN）
- ぬるコス！ 黒木なほ（3月23日、アリスJAPAN）
- セル初×ギリギリモザイク ギリギリモザイク 黒木なほ（4月7日、エスワン）
- ギリギリモザイク 妄想的特殊浴場 本指名 黒木なほ（5月19日、エスワン）
- ギリギリモザイク バコバコ乱交32 黒木なほ（6月19日、エスワン）
- S1ガールズコレクション 発射無制限♥妄想的特殊大浴場3（6月19日、エスワン）
- S1ガールズコレクション S級女優のじっくり極上セックス3（8月19日、エスワン）
- SUPER☆MODEL 黒木なほ（8月25日、kira☆kira）
- ハイパーデジタルモザイクVol.064 黒木なほ（9月13日、MOODYZ）
- 女教師 レイプ 輪姦 黒木なほ（10月13日、MOODYZ）

### イメージビデオ
- 裸体 黒木なほ（2006年8月30日、シャッフル）

### 写真集
- NAHO（2006年4月、双葉社、撮影：斉木弘吉）ISBN 978-4575298864

## 外部サイト
※以下は、18禁サイト
- アリスJAPAN 女優詳細 黒木なほ
- エスワン 黒木なほ
- MOODYZ 黒木なほ